# Dia Mundial da Tuberculose
O Dia Mundial da Tuberculose ou Dia Mundial de Combate à Tuberculose, celebrado em 24 de março de cada ano, foi criado para conscientizar o público sobre a epidemia global de tuberculose e os esforços para eliminar a doença. Em 2018, 10 milhões de pessoas adoeceram com tuberculose e 1,5 milhão morreram da doença, principalmente em países de baixa e média renda. Isso também a torna a principal causa de morte por doença infecciosa.
O Dia Mundial da Tuberculose é uma das onze campanhas globais oficiais de saúde pública feitas pela Organização Mundial da Saúde (OMS), juntamente com o Dia Mundial da Saúde, Dia Mundial da Doença de Chagas, Dia Mundial do Doador de Sangue, Semana Mundial de Conscientização Antimicrobiana, Semana Mundial de Imunização, Dia Mundial da Malária , Dia Mundial sem Tabaco, Dia Mundial da Hepatite, Dia Mundial da Segurança do Paciente e Dia Mundial da AIDS.

## Contexto
O dia 24 de março comemora o dia em que Robert Koch, em 1882, surpreendeu a comunidade científica ao anunciar a um pequeno grupo de cientistas do Instituto de Higiene da Universidade de Berlim que havia descoberto a causa da tuberculose, o bacilo de Koch. De acordo com o colega de Koch, Paul Ehrlich, "Nesta sessão memorável, Koch apareceu perante o público com um anúncio que marcou um ponto de virada na história de uma virulenta doença infecciosa humana. Em palavras claras e simples, Koch explicou a etiologia da tuberculose com força convincente, apresentando muitas de suas lâminas de microscópio e outras evidências". Na época do anúncio de Koch em Berlim, a tuberculose estava se espalhando pela Europa e pelas Américas, causando a morte de uma em cada sete pessoas. A descoberta de Koch abriu caminho para o diagnóstico e cura da tuberculose.

## História
Em 1982, no centésimo aniversário da apresentação de Robert Koch, a União Internacional Contra a Tuberculose e Doenças Pulmonares (IUATLD) propôs que 24 de março fosse proclamado o Dia Mundial da Tuberculose. Isso foi parte de um esforço da IUATLD e da Organização Mundial da Saúde (OMS) sob o tema "Derrotar a tuberculose: agora e para sempre". O Dia Mundial da Tuberculose não foi oficialmente reconhecido como uma ocorrência anual pela Assembleia Mundial da Saúde da OMS e pelas Nações Unidas até mais de uma década depois.
No outono de 1995, a OMS e a Royal Netherlands Tuberculosis Foundation (KNCV) organizaram a primeira reunião de planejamento do Dia Mundial da Tuberculose em Haia, Países Baixos; um evento que eles continuariam co-patrocinando nos anos seguintes. Em 1996, a OMS, a KNCV, a IUATLD e outras organizações envolvidas se uniram para realizar uma ampla gama de atividades no Dia Mundial da Tuberculose.
Para o Dia Mundial da Tuberculose de 1997, a OMS realizou uma coletiva de imprensa em Berlim durante a qual o Diretor-Geral da OMS, Hiroshi Nakajima, declarou que "O tratamento diretamente observado (TDO) da tuberculose na atenção básica é o maior avanço na saúde desta década, de acordo com as vidas que poderemos salvar". Arata Kochi, diretor do programa contra a tuberculose da OMS, prometeu que, "hoje a situação da epidemia global de tuberculose está prestes a mudar, porque fizemos um avanço. É o avanço dos sistemas de gerenciamento de saúde que torna possível controlar a tuberculose não apenas em países ricos, mas em todas as partes do mundo em desenvolvimento, onde existem 95% de todos os casos de tuberculose."
Em 1998, quase 200 organizações realizaram atividades de divulgação pública no Dia Mundial da Tuberculose. Durante a coletiva de imprensa do Dia Mundial da Tuberculose de 1998 em Londres, a OMS identificou pela primeira vez os 22 países com a maior carga de tuberculose do mundo. No ano seguinte, mais de 60 principais defensores da tuberculose de 18 países participaram da reunião de planejamento de três dias da OMS/KNCV para o Dia Mundial da Tuberculose de 1999.
O presidente dos Estados Unidos, Bill Clinton, marcou o Dia Mundial da Tuberculose em 2000, administrando o tratamento diretamente observado (TDO) da tuberculose na atenção básica recomendado pela OMS a pacientes no Hospital Mahavir em Haiderabade, Índia. De acordo com Clinton, "essas são tragédias humanas, calamidades econômicas e muito mais do que crises para você, são crises para o mundo. A disseminação de doenças é o único problema global ao qual ... nenhuma nação está imune."
No Canadá, o National Collaborating Centre for Determinants of Health observou no Dia Mundial da Tuberculose de 2014 que 64% dos casos de tuberculose relatados nacionalmente ocorreram entre indivíduos nascidos no exterior e 23% entre os aborígenes, destacando a tuberculose como uma área importante de preocupação com a equidade na saúde.
Hoje, a Parceria das Nações Unidas para o Fim da Tuberculose, uma rede de organizações e países que lutam contra a tuberculose (a IUATLD é membro e a OMS abriga o secretariado da Parceria das Nações Unidas para o Fim da Tuberculose em Genebra), organiza o Dia para destacar o alcance da doença e como preveni-la e curá-la.

## Temas por ano
Cada Dia Mundial da Tuberculose aborda um tema diferente. A seguir está uma lista de temas anuais:
| - 1997: Administrar o tratamento diretamente observado (TDO) da tuberculose na atenção básica mais amplamente - 1998: Histórias de sucesso do TDO - 1999: Pare a tuberculose, use TDO - 2000: Forjando novas parcerias para parar a tuberculose - 2001: TDO: cura da tuberculose para todos - 2002: Pare a tuberculose, lute contra a pobreza - 2003: TDO me curou – vai curar você também! - 2004: Cada respiração conta – Pare a tuberculose agora! - 2005: Prestadores de cuidados de tuberculose da linha de frente: Heróis na luta contra a tuberculose - 2006: Ações pela vida – Rumo a um mundo livre de tuberculose - 2007: Tuberculose em qualquer lugar é tuberculose em todo lugar - 2008–2009: Estou parando a tuberculose - 2010: Inovar para acelerar a ação | - 2011: Transformando a luta pela eliminação - 2012: Por uma vida sem tuberculose - 2013: Acabar com a Tuberculose na nossa geração - 2014: Cuidar dos três milhões de pessoas vulneráveis: detectar, diagnosticar e curar a tuberculose - 2015: Cuidar, detectar, diagnosticar e curar a tuberculose - 2016: Unidos pelo fim da tuberculose - 2017: Unidos para acabar com a tuberculose - 2018: Líderes para um mundo livre da tuberculose - 2019: É a hora! - 2020: Chegou a hora - 2021: O tempo está passando - 2022: Investir para acabar com a tuberculose. Salvar vidas - 2023: Sim, podemos pôr fim à tuberculose |